# Shingo Honda
Shingo Honda (japanisch 本田 真吾 Honda Shingo; * 23. November 1987 in der Präfektur Kumamoto) ist ein japanischer Fußballspieler.

## Karriere
Honda erlernte das Fußballspielen in der Schulmannschaft der Ozu High School. Seinen ersten Vertrag unterschrieb er 2006 bei Avispa Fukuoka. Der Verein spielte in der höchsten Liga des Landes, der J1 League. Am Ende der Saison 2006 stieg der Verein in die J2 League ab. Für den Verein absolvierte er vier Ligaspiele. 2009 wechselte er zu Japan Soccer College. 2010 wechselte er zum Drittligisten Matsumoto Yamaga FC. 2011 wechselte er zum Ligakonkurrenten Zweigen Kanazawa. Im Juli 2014 wechselte er zu Honda FC. Ende 2016 beendete er seine Karriere als Fußballspieler.